# Troje
De stad Troje' (Oudgrieks: Τροία,  Troja, ook Τροίη, Trojē en Τρωΐα, Trōïa, Myceens to-ro-ja (?), Oudgrieks: ook wel: Ἴλιον!, Ílion; Latijn: Troia, Ilium, Turks: Truva; Hettitisch: Taruisa, Wilusha) is bekend uit verhalen in de mythologie, zoals de oude Griekse heldendichten Ilias en Odyssee van Homerus en het Latijnse heldendicht Aeneis van Vergilius. Er is discussie over de vraag waar Troje zich bevond.

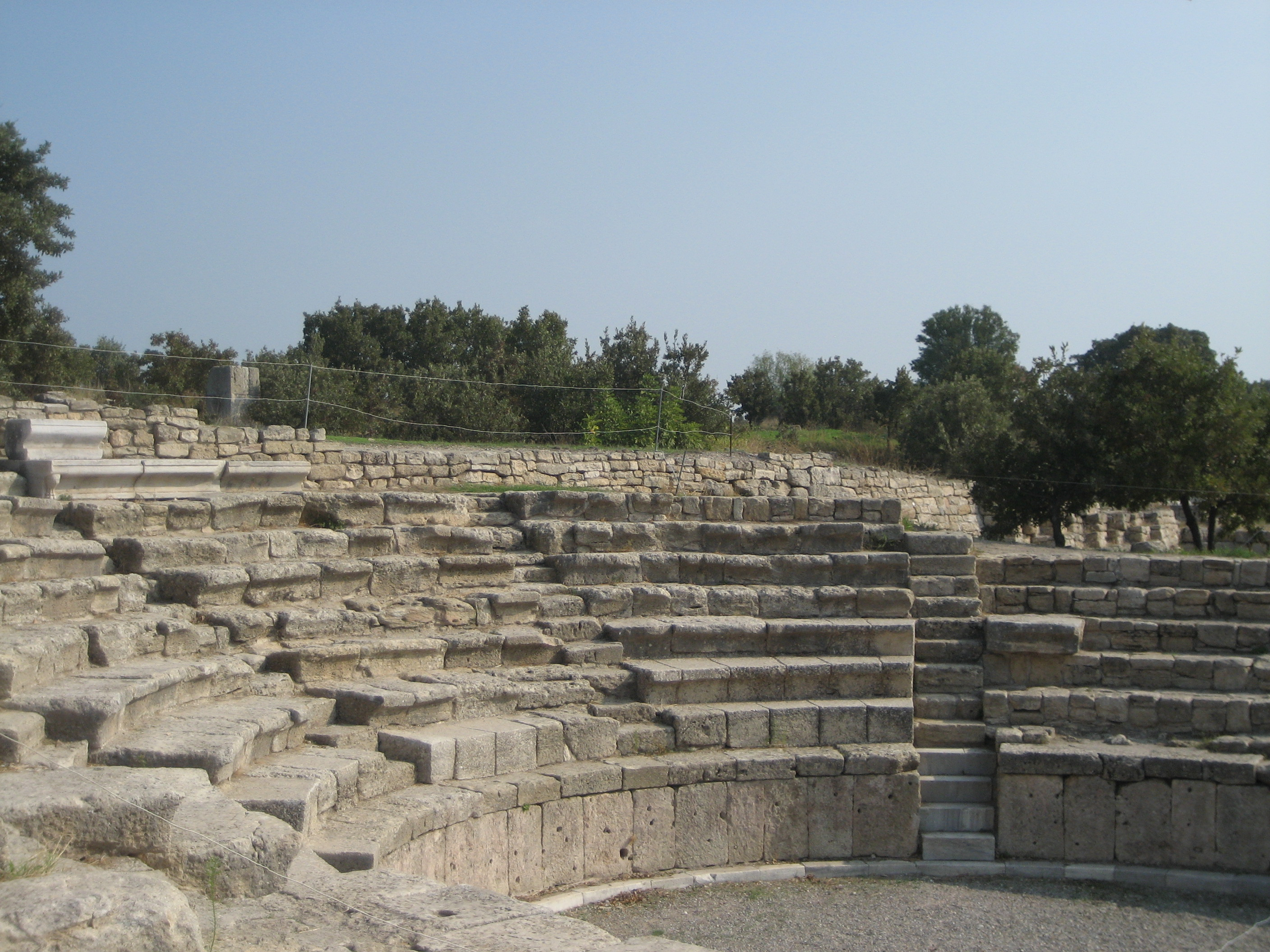
Het Odeon van Troje
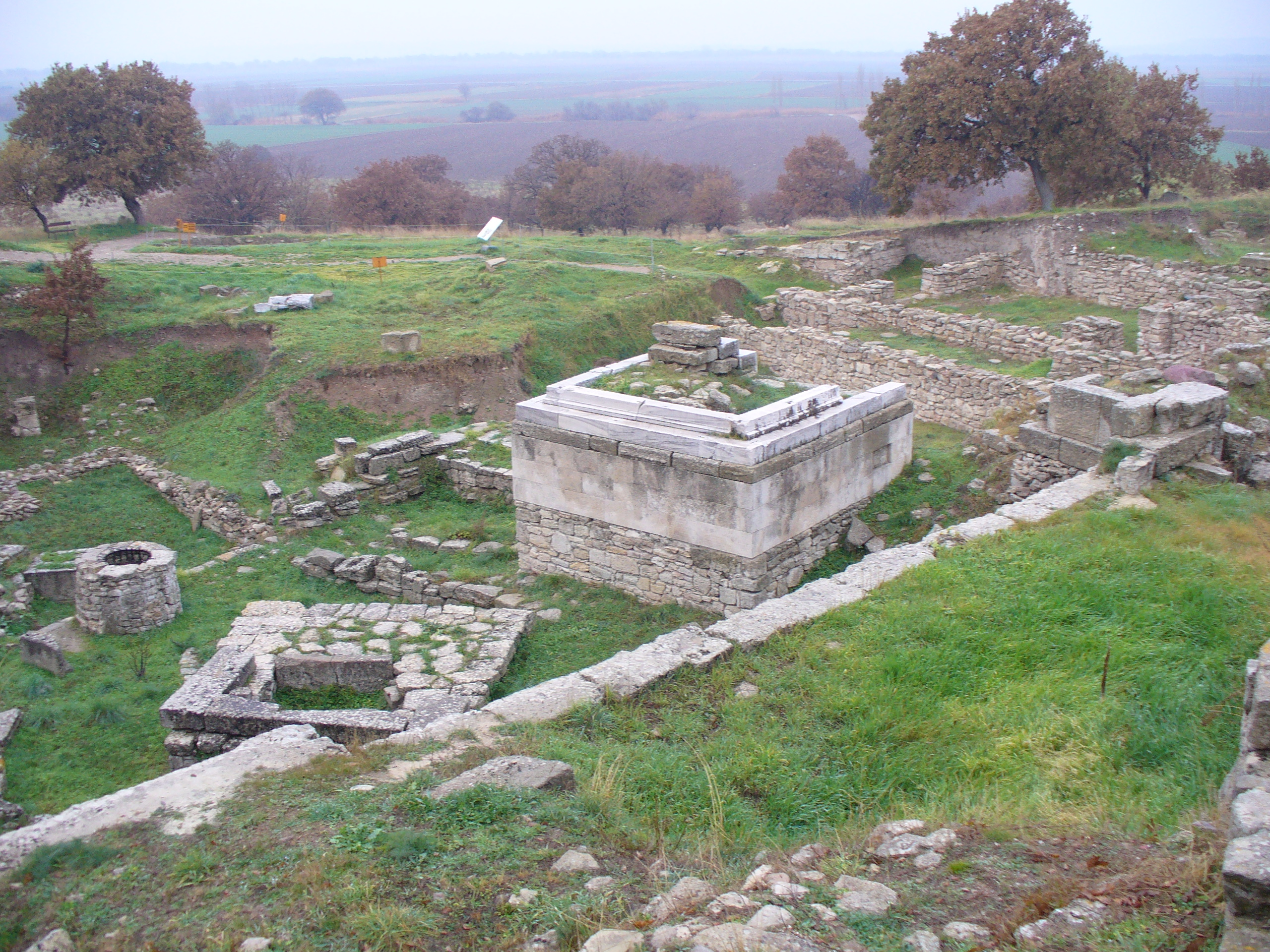
De vele verschillende lagen van de stad geven een wat verwarrend beeld

## Locatie
Troje (het huidige Hisarlık) lag bijzonder strategisch in het noordwesten van het huidige Turkije aan de Dardanellen. De Dardanellen verbindt de Egeïsche Zee met de Zee van Marmara. Troje had de controle over de Dardanellen. De zee kwam tot dicht bij de benedenstad en men was er verzekerd van een harde betrouwbare wind voor handelsschepen.

Wel is er altijd een zekere mate van twijfel geweest of het opgegraven Troje wel groot genoeg was voor het Troje van de Griekse schrijvers.
Waar Homerus Troje en Ilion als één stad beschouwt zijn er andere schrijvers die dat niet doen.
Als Homerus het verkeerd had, dan ligt er, ofwel op een andere plaats aan de Dardanellen, ofwel verder weg, nog een tweede stad, mogelijk groter Ilium/Troje.
Niet iedereen is het eens met de plaatsing van Troje in Turkije. Onder de talloze alternatieve locaties waar Troje geplaatst wordt, zijn Engeland en Finland. Deze alternatieven worden niet ondersteund door gegevens uit historische handboeken.

## Archeologie
Alhoewel Heinrich Schliemann meestal gezien wordt als de ontdekker van Troje, waren er enkele 'archeologen' voor hem geweest. Allereerst was er Charles McLaren die in 1822 al de suggestie wekte dat hij in Hisarlik de mogelijke locatie van Troje had gevonden. De geleerden in die tijd hechtten niet veel waarde aan zijn observaties, omdat zij ervan overtuigd waren dat de klassieke werken over Troje fictie waren.
Heinrich Schliemann, naar eigen zeggen op basis van de Ilias, maar waarschijnlijk beïnvloed door Frank Calvert, begon in 1880 de opgravingen in de heuvel Hisarlik, en vond daar het oude Troje. In die tijd stond de archeologie echter nog in de kinderschoenen; de uiterst zorgvuldige opgravingstechnieken, waardoor deze wetenschap vandaag gekenmerkt wordt, bestonden destijds nog niet. Schliemann ging dan ook onbekommerd en vrij grof te werk. Hij slaagde er echter wel degelijk in Troje te vinden, met goudschat en al. Schliemann dacht dat deze goudschat, bestaande uit gouden sieraden, de "Schat van Priamus" moest zijn. Tegenwoordig staat echter wel vast dat deze vondst veel ouder is dan het Troje van de Trojaanse Oorlog. Schliemann slaagde erin de gevonden schat uit Turkije te smokkelen; na heel wat complicaties schonk hij hem aan zijn geboortestad Berlijn. Op het einde van WO II werd de goudschat - samen met andere kunstvoorwerpen - door het Russische leger meegenomen uit het gebombardeerde Berlijn. Hij bleef decennialang spoorloos. In de jaren negentig van de 20e eeuw werd bekend dat de "Priamusschat" al die tijd opgeslagen was in een geheime ruimte van het Poesjkinmuseum te Moskou. In dit museum wordt hij thans tentoongesteld.
Latere opgravingen werden geleid door Carl Blegen in de jaren 30, en Manfred Korfmann tussen 1977 en 2005. Het bestaan van een grote ringmuur uit kleisteen is aangewezen door aardmagnetisme.

## Opgravingen in Troje
| Jaar       | Leider              | Overige belangrijke deelnemers (incompleet) | Opmerking      |
| ---------- | ------------------- | ------------------------------------------- | -------------- |
| 1863, 1865 | Frank Calvert       | -                                           | Kleinschalig   |
| 1870       | Heinrich Schliemann | -                                           | Proefopgraving |
| 1871-1873  | Heinrich Schliemann | Frank Calvert                               | -              |
| 1878-1879  | Heinrich Schliemann | Rudolf Virchow                              | -              |
| 1882       | Heinrich Schliemann | Wilhelm Dörpfeld                            | -              |
| 1890       | Heinrich Schliemann | Wilhelm Dörpfeld                            | -              |
| 1893-1894  | Wilhelm Dörpfeld    | -                                           | -              |
| 1932-1938  | Carl Blegen         | -                                           | -              |
| 1988-2005  | Manfred Korfmann    | Brian Rose                                  | -              |

### De Trojaanse Oorlog
Hoewel het onomstotelijk kwam vast te staan dat de stad Troje echt bestaan heeft, riep de opgraving ook grote vragen op. Er werd namelijk niet één stad gevonden maar een heel stel steden boven op elkaar. Troje wordt verdeeld in negen lagen, die elk zelf in nog weer meer bouwperiodes worden verdeeld. De oudste is van het 3e millennium v.Chr., de jongste uit de Byzantijnse tijd. De stad werd meerdere malen verwoest en vervolgens op de puinhopen van de vorige weer opgebouwd.
Vandaag de dag vermoeden de meeste wetenschappers dat op Troje VIIa het Troje van de Ilias is gebaseerd. De sporen van de verwoesting van Troje VIIa zijn consistent met wat men bij een inname na belegering zou verwachten, en de tijd (ca. 1180 v.Chr.) komt overeen met de traditionele datum van de Trojaanse Oorlog. Wel is een probleem dat volgens de traditie Mycene de leidende rol had in de Trojaanse Oorlog, maar deze stad werd enige tijd vóór Troje VIIa verwoest. Wat tijd betreft zou Troje VI daarom meer geschikt zijn om het Troje van de Trojaanse oorlog te zijn. Het is echter niet zeker dat Troje VI in een oorlog vernietigd is; Carl Blegen vermoedde dat dit door een aardbeving werd veroorzaakt.
Een niet onwaarschijnlijke theorie is dat deze oorlog een onderdeel was van de brandcatastrofe die het hele oostelijke bekken van de Middellandse Zee overspoelde in de eerste decennia van de 12e eeuw v.Chr.
Uit modern onderzoek kan een mogelijke oorlog worden afgeleid die tussen 1193 en 1184 v.Chr. zou hebben plaatsgevonden, maar dan uit financiële beweegredenen.

## Geschiedenis

Dwarsdoorsnede van Troje

Plattegrond van Troje met de belangrijkste gevonden bebouwing

De geschiedenis van Troje wordt uitvoeriger behandeld in de artikelen Troje I-III, Troje IV-V, Troje VI-VII en Ilion. Hier volgen de verschillende lagen van Troje. Welke laag het Troje van koning Priamus is, is nog niet bekend.

### Troje I-III
- Troje I - ca. 2920-2480/20. Eerste nederzetting, uit de vroege bronstijd.
- Troje II - ca. 2600-2480/20. Een welvarend paleis- of tempelcomplex, dat het hoogste deel van de stad innam. Van deze stad dacht Heinrich Schliemann dat dit het Troje van koning Priamus was.
- Troje III - ca. 2480/20-2300. Het paleis- of tempelcomplex wordt niet weer opgebouwd, in plaats daarvan ontstaan meer woonhuizen.

### Troje IV-V
- Troje IV - ca. 2200-1900. Minder welvarende tijd van Troje
- Troje V - ca. 1900-1750. Wederopbloei van Troje.

### Troje VI-VII
- Troje VI - ca. 1700-1250/30. Een grote en machtige handelsstad, met een imposante burcht op de top van de heuvel en hoge, dikke muren.
- Troje VIIa - ca. 1250/30-1180. Enerzijds is het waarschijnlijk dat deze stad het Troje van de Trojaanse Oorlog is, omdat deze stad vrijwel zeker door brand is verwoest. Anderzijds is het wel moeilijk te geloven dat de Myceners Troje zouden binnen vallen in een tijd dat er een grote dreiging was van de zeevolkeren. Dus rijst de vraag of dit Troje niet verwoest is door de zeevolkeren.[5]
- Troje VIIb - ca. 1180-na 1000. Troje blijft een handelscentrum, maar niet zo welvarend als ten tijde van Troje VI en VIIa.

### Troje VIII-X
- Troje VIII - ca. 700-85 v.Chr. Griekse stad, aanvankelijk minder belangrijk, maar kwam in de Hellenistische tijd tot grote bloei.
- Troje IX - 85 v.Chr.-ca. 500 n.Chr. Een Romeinse stad, als eerbewijs aan Aeneas, van wie Romulus zou afstammen. Welvarend door bezoeken en giften van keizers en rijke Romeinen.
- Troje X - 12e-13e eeuw. Bescheiden nederzetting in de Byzantijnse tijd.

Vanaf de 14e eeuw was Troje verlaten totdat het door Calvert en Schliemann werd teruggevonden.

## Schrift

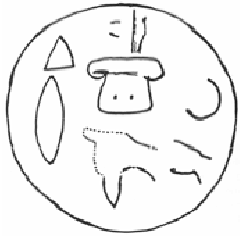
Zegel gevonden in Troje laag VIIb, met Luwische hiërogliefen.

In 1995 werd voor het eerst een geschreven bron uit het Troje van de bronstijd (Troje I-VII) gevonden, een zegel van een schrijver uit Troje VIIb (einde 12e eeuw v.Chr.) Het is geschreven in het Luwisch, een Indo-Europese, sterk aan het Hettitisch verwante taal, bekend uit Zuidwest- en West-Anatolië. Ook andere aspecten van Troje laten een sterke Anatolische/Hettitische invloed zien, meer dan een (hoewel zeker ook aanwezige) Myceense.

## Troje in de kunst
Allereerst was er natuurlijk Homerus die zijn Ilias en Odyssee schreef over de Trojaanse oorlog.
Vergilius, die met zijn werk de Aeneis Homerus zowel probeerde na te volgen als te overtreffen, vertelt in boek II over Troje. Dit boek gaat over de inname met het houten paard, waarover in de Ilias niet gesproken wordt. Er staat in hoe een houten paard gebouwd werd, hoe daarin mannen werden verstopt en hoe de Grieken de Trojanen zo ver kregen om het paard de stad in te krijgen. Ondertussen deden de Grieken alsof ze vertrokken en verstopten zij zich achter het eiland Tenedos. De listige Griek Sinon vertelde de Trojanen met een hoop gejammer hoe de Grieken met hem waren omgegaan. De Trojanen kregen medelijden en geloofden Sinon daarom ook toen hij zei dat het paard een geschenk was en dat de Grieken echt vertrokken waren. De priester Laocoön probeerde de Trojanen nog tegen te houden, maar hij werd samen met zijn twee zoons gedood door twee zeeslangen. De Trojanen sleepten het paard de stad binnen en gingen feestvieren. Toen iedereen lag te slapen, uitgeput van het feest, bevrijdde Sinon de Grieken uit de buik van het paard, doodden deze de wachten, openden de poorten en lieten de andere teruggekeerde Grieken de stad binnen. De Trojanen werden afgeslacht en de stad werd in brand gezet. De held van het verhaal, Aeneas, wordt in een droom door een andere reeds overleden Trojaanse held, Hector, gewaarschuwd om de stad te verlaten. Dat doet Aeneas uiteindelijk ook. Bij de vlucht verliest hij z'n vrouw Creüsa, wat de poort openzet voor een latere relatie met Dido, koningin van het kersverse Carthago. Zijn omzwervingen over de Middellandse Zee beginnen dan.
Wolfgang Amadeus Mozart zijn opera Idomeneo gaat over de koning van Kreta Idomeneo die Troje ten val heeft gebracht. Als hij de storm van Poseidon/Neptunus passeert in ruil voor zijn zoon Idamante, moet hij deze laatste offeren bij thuiskomst op Kreta. Bij die voltrekking komt de god alsnog tussenbeide en doet Idomeneo afstand van de troon ten gunste van zijn zoon.
De componist Hector Berlioz baseerde zijn opera Les Troyens op de inname van Troje.
La guerre de Troie n'aura pas lieu (De Trojaanse Oorlog zal niet doorgaan) is een toneelstuk van Jean Giraudoux, voor de eerste keer opgevoerd op 22 november 1935. Het poogt de motivaties tot broedermoord te ontcijferen in de aanloop naar de toekomstige Tweede Wereldoorlog, als een verwittiging. Het accentueert het cynisme van de politici en hun manipulatie van de symbolen alsook de notie van recht.

## Galerij

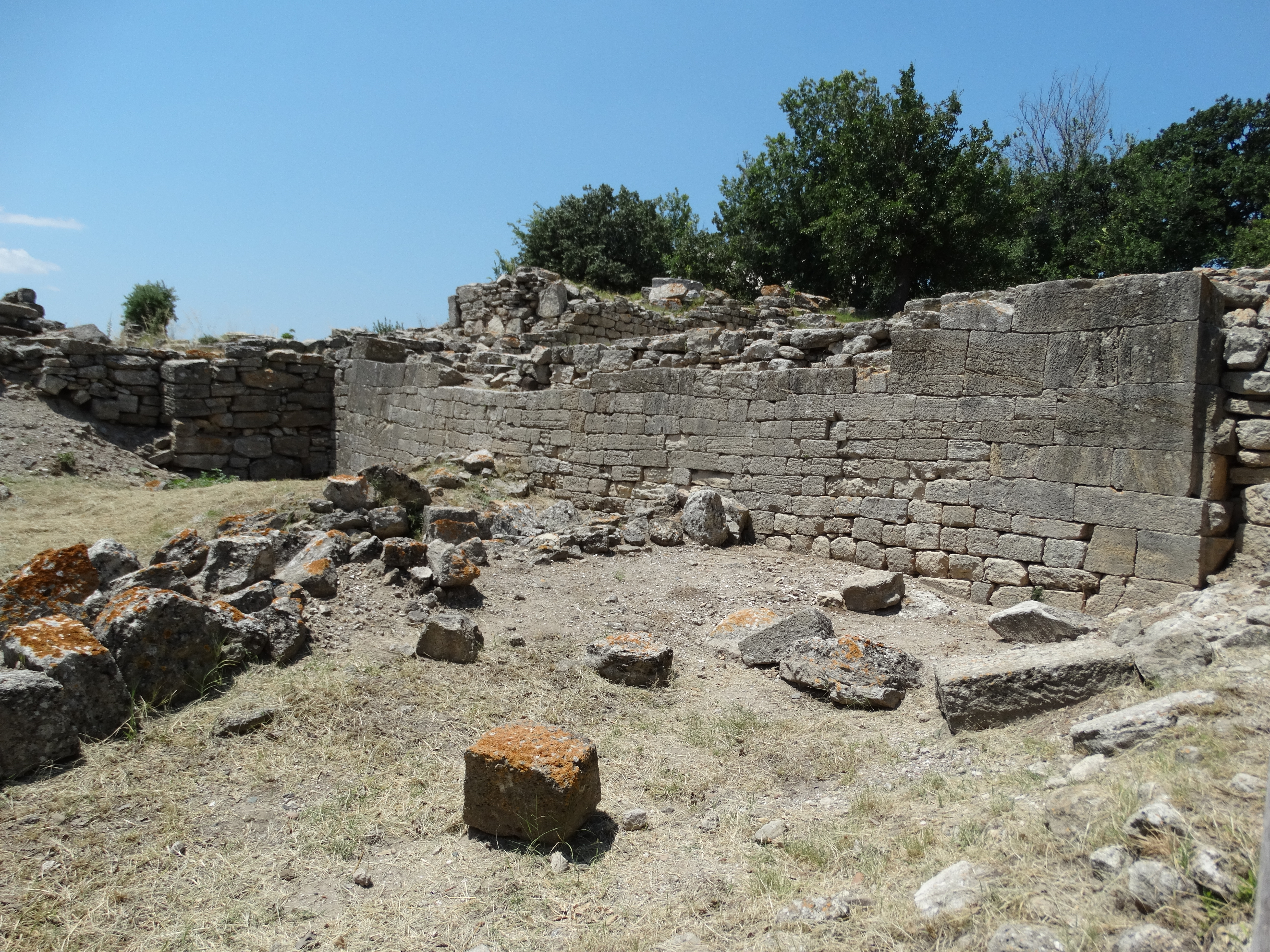
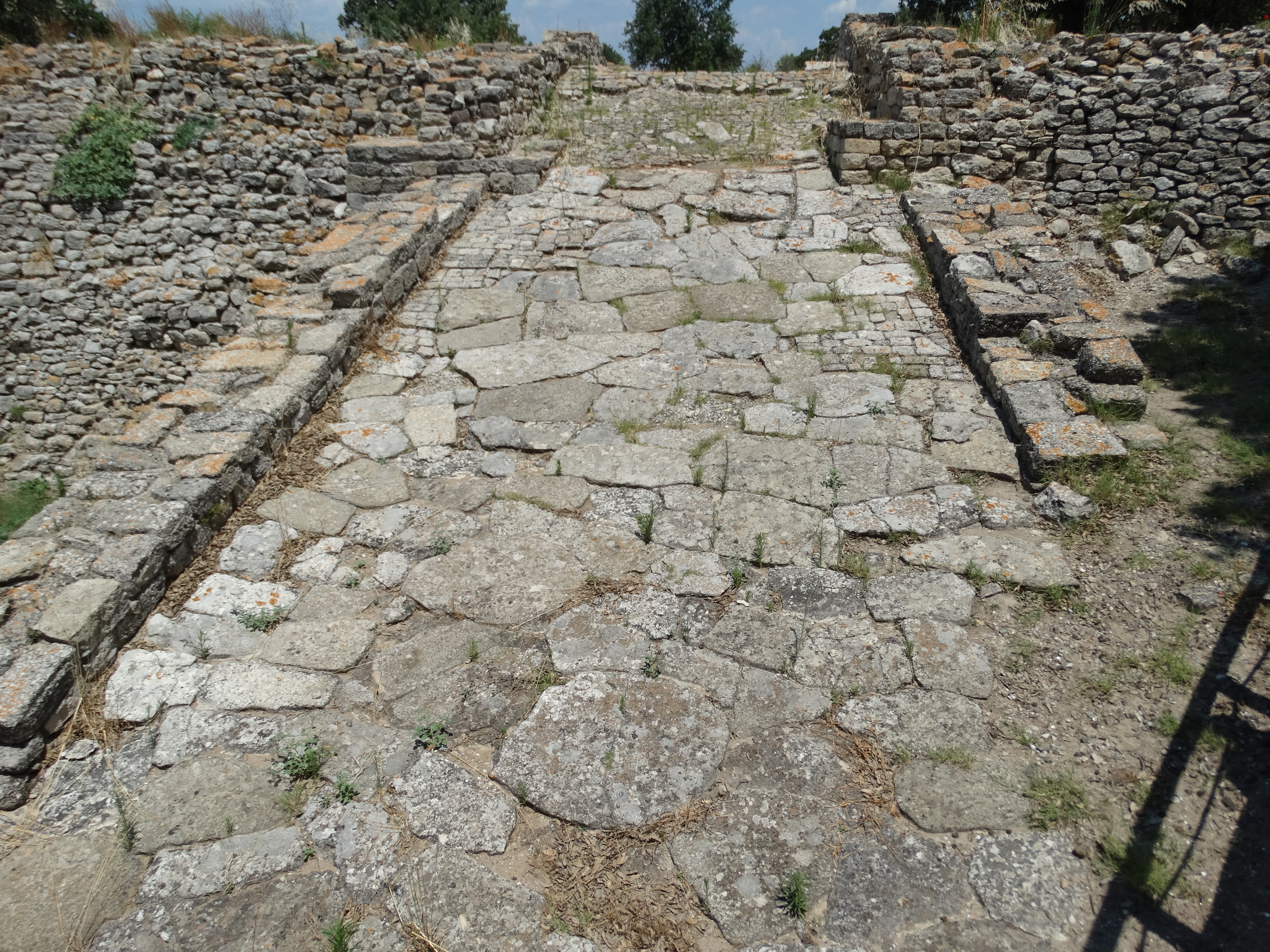
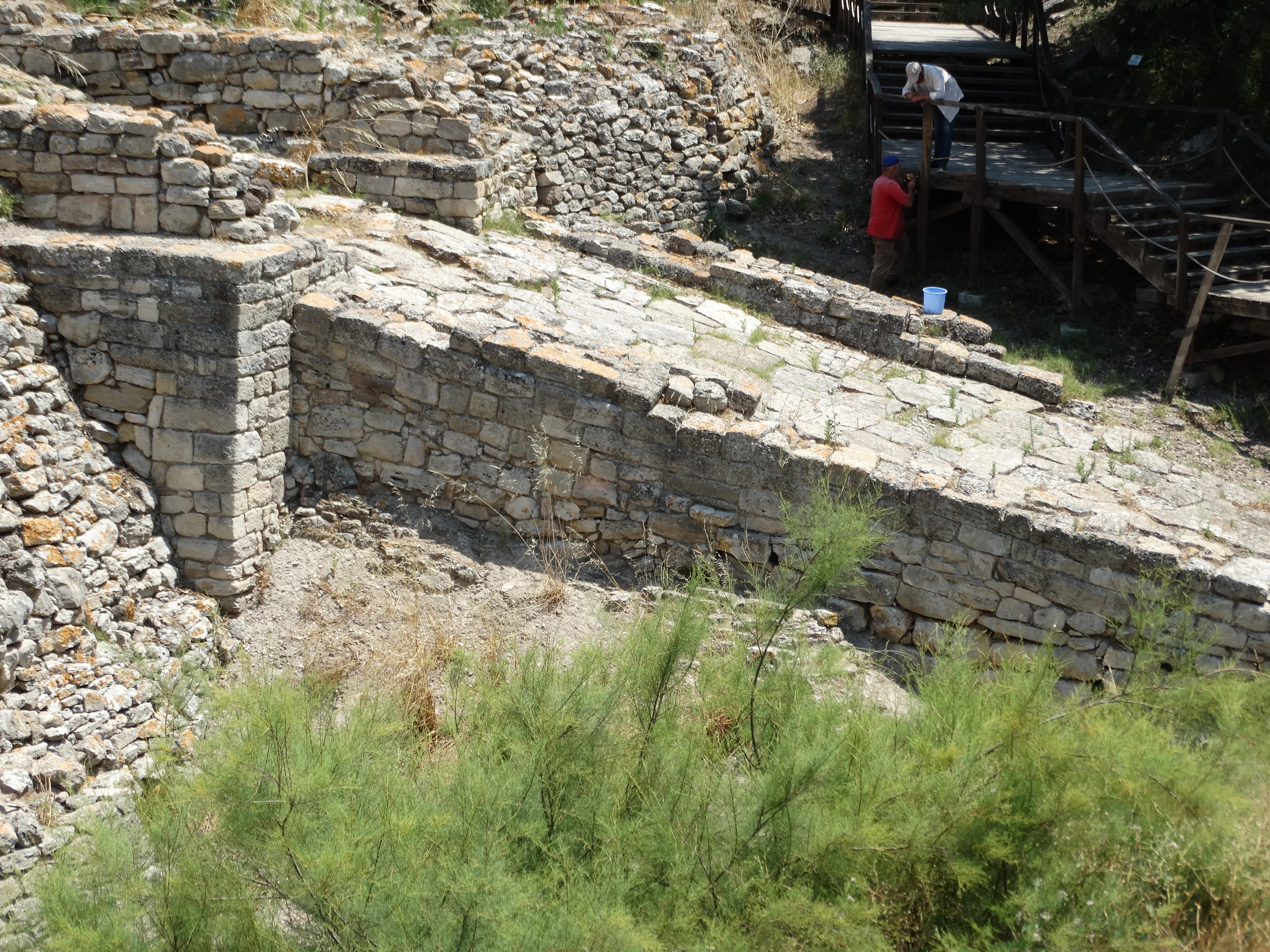
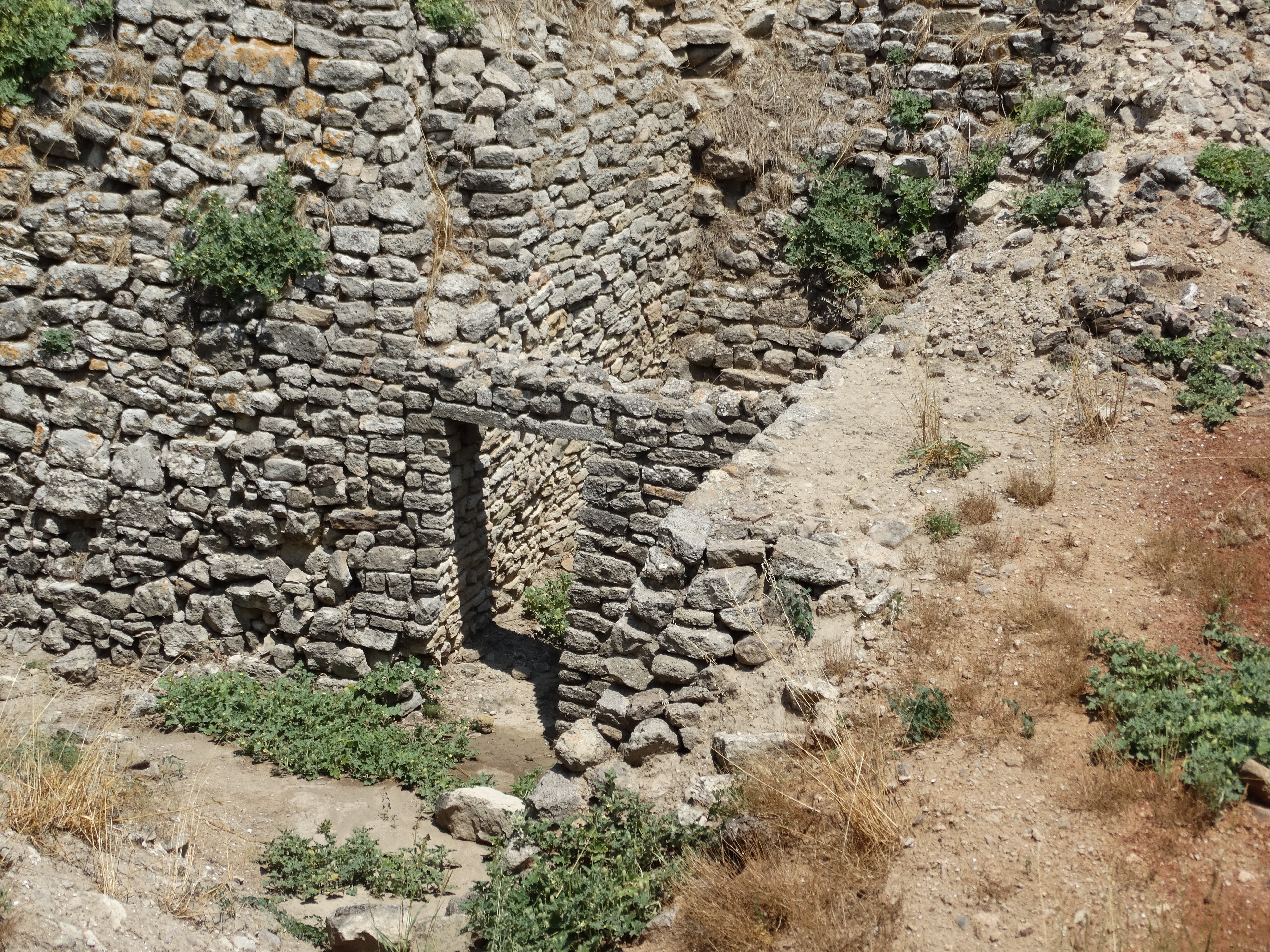
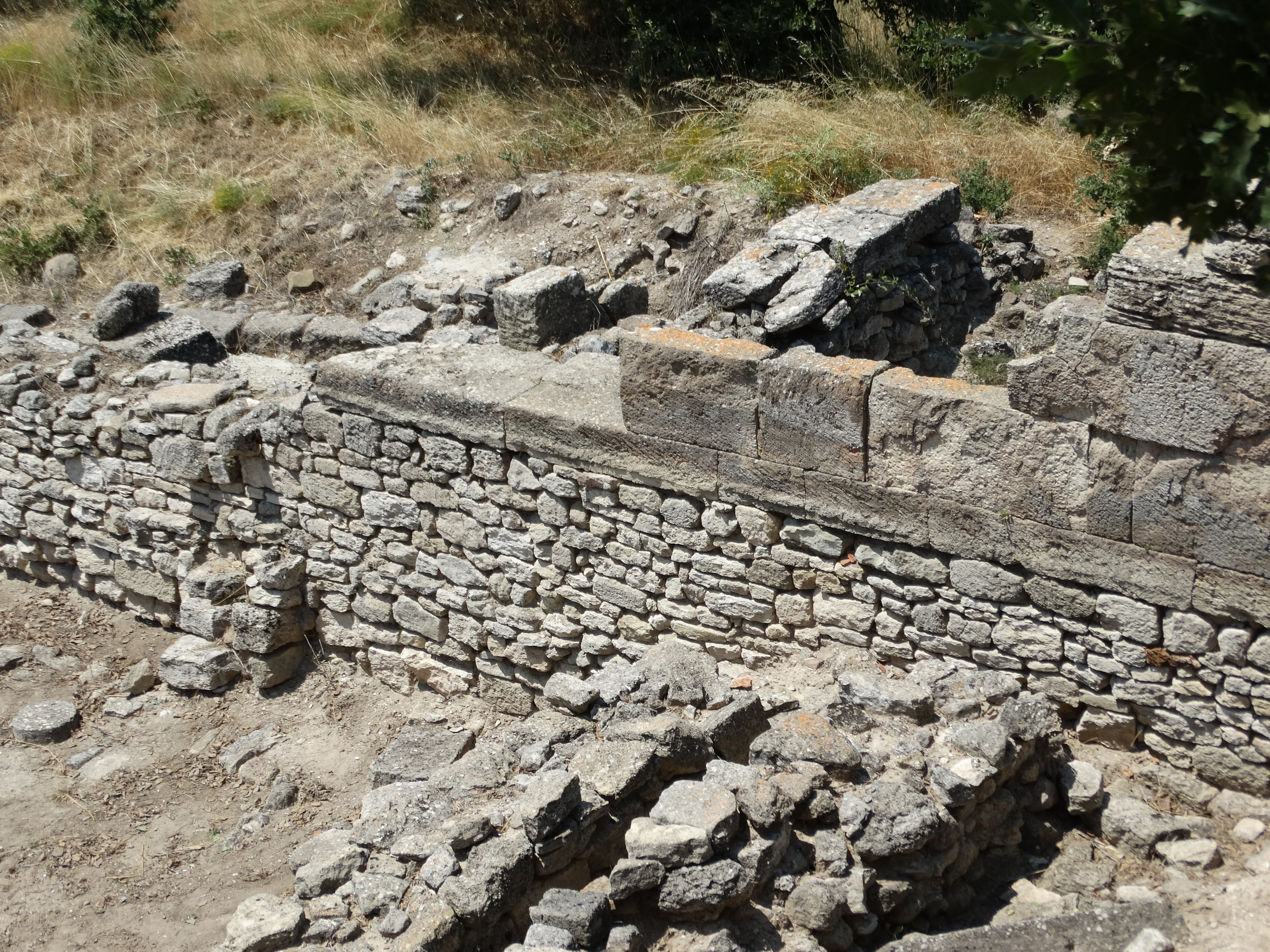
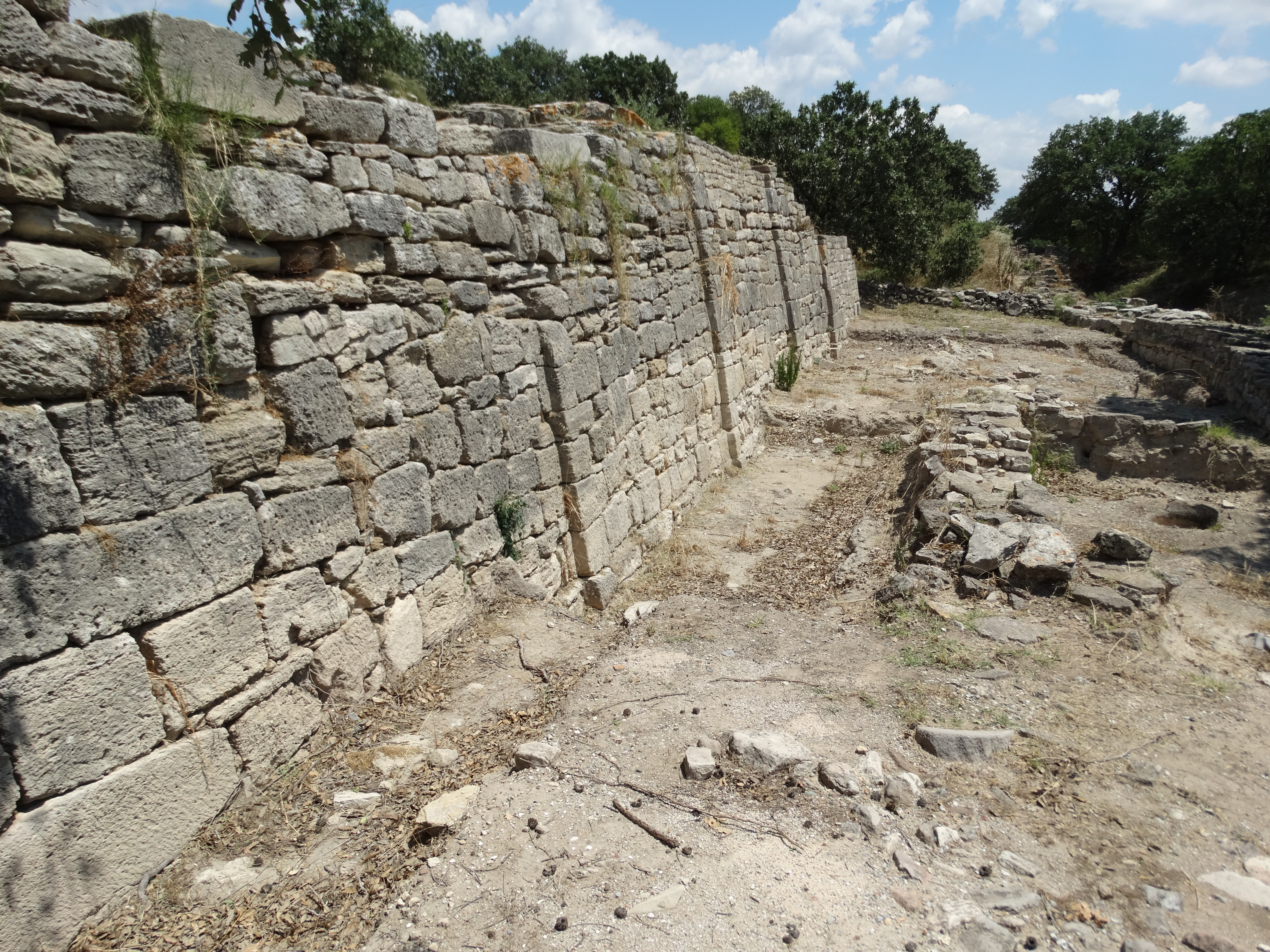
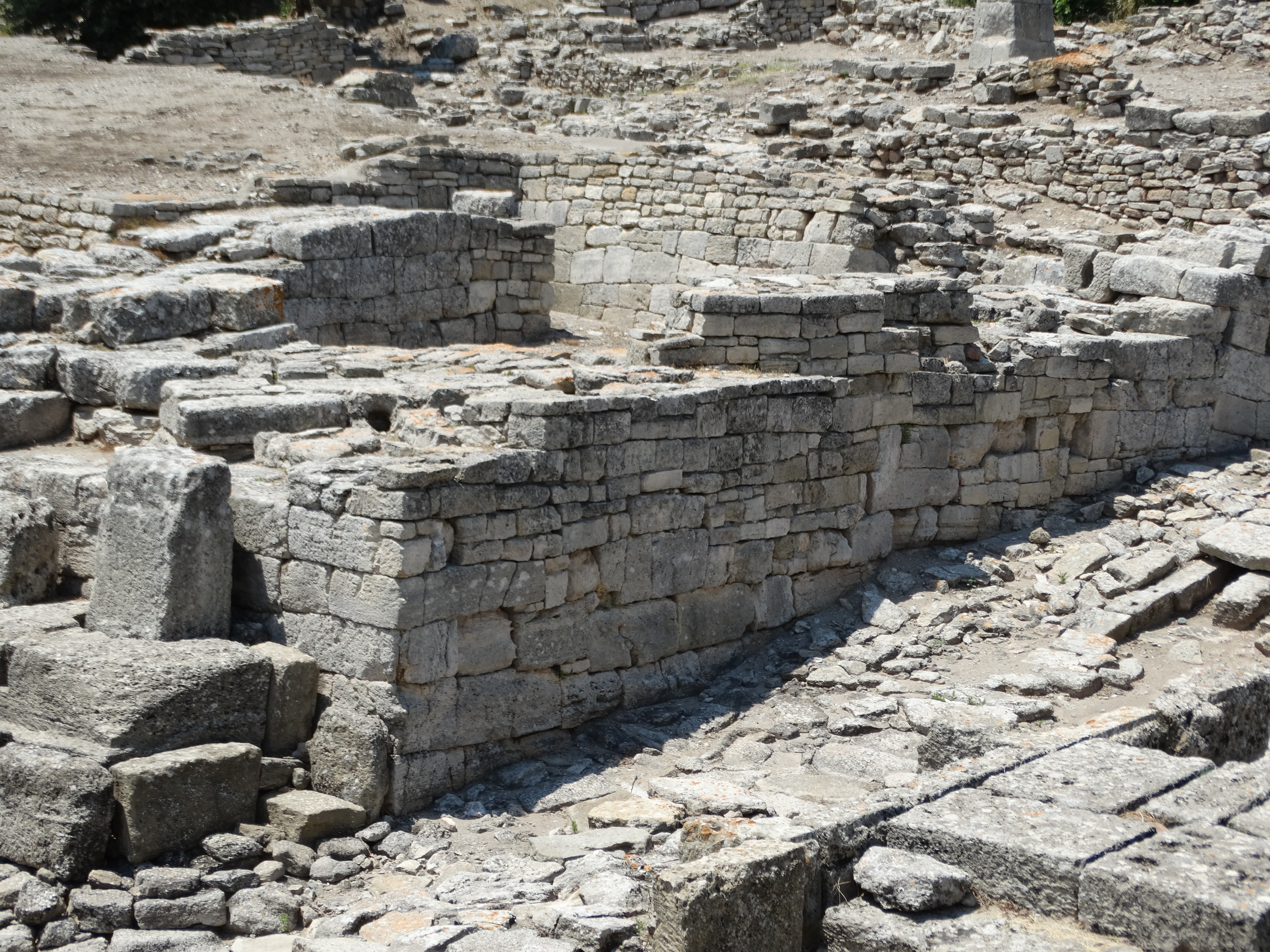
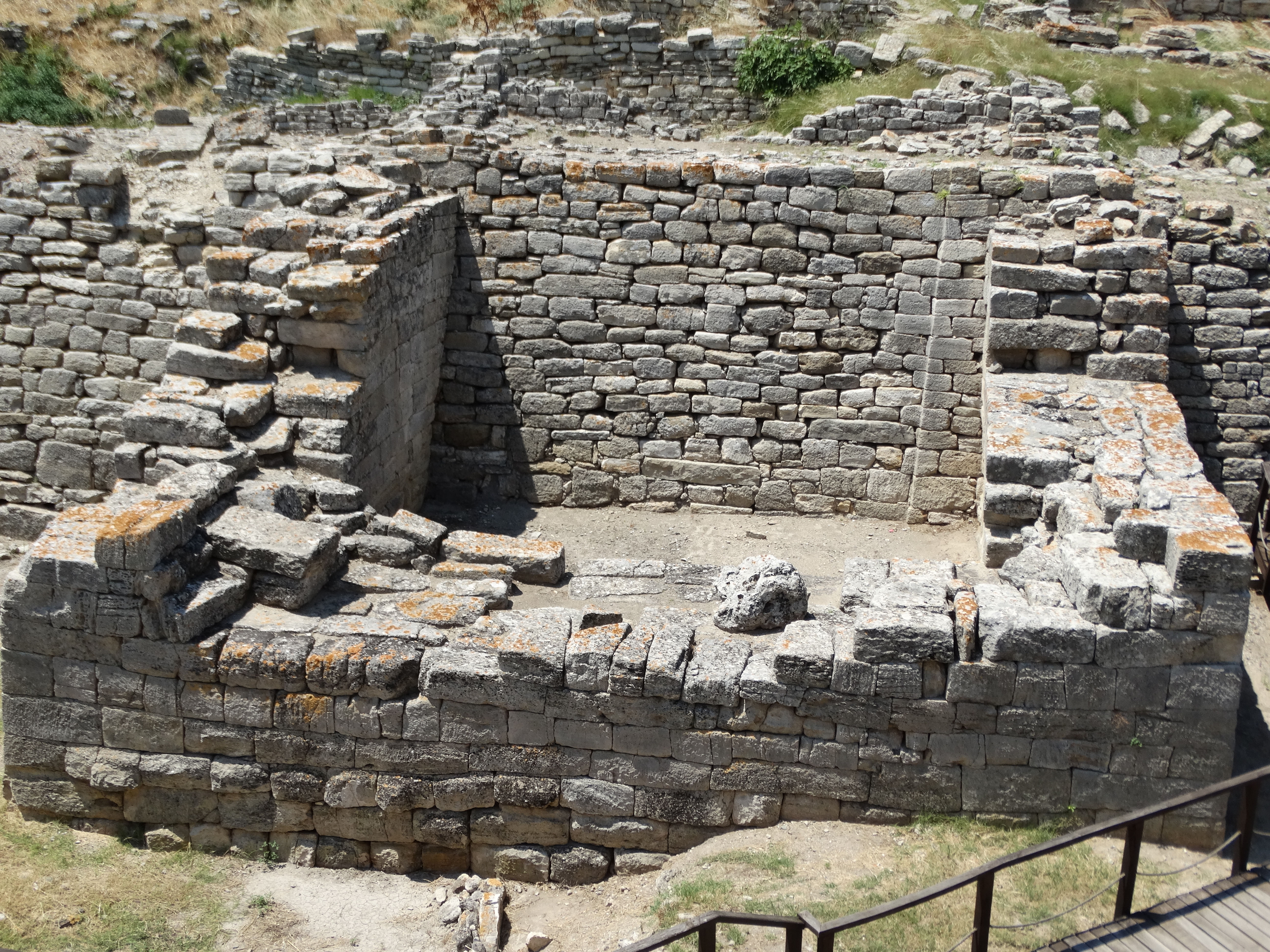